# Sečovljanske solane
Sečovljanske solane su najveće djelomično funkcionalne slovenske solane, te jedne od tri Piranske solane. Prostiru se na površini od oko 650 ha na ušću rijeka Dragonje i Drnice kod Sečovlja.

## Povijest
Iako neki pretpostavljaju da se sol u Istri proizvodila još u doba Antičkoga Rima, Sečovljanske solane u današnjem obliku potječu iz karolinškog doba, spominjale su se na Rižanskoj skupštini 804. godine. Prvi put se izričito pisano spominju u Piranskome statutu iz 1274. godine u kojem su određeni uvjeti proizvodnje soli, prodaje soli pa čak i prodajne cijene.

## Proizvodnja soli
Sol se dobiva zgušnjavanjem morske vode u 4 odnosno 6 faza. Posljednji stupanj isparavanja odvija se u kristalizacijskim bazenima (cavedini), gdje voda dolazi do zasićenja i počinje kristalizacija. Morska voda kanalizira se kroz kanale (lidi), kojima slobodnim padom otječe do većih površina za isparavanje (morare), a zatim u kolektore (vasche). Protok vode je olakšan radom pumpi koje gone vodu do konačnih bazena za kristalizaciju. Na južnome dijelu solane (Fontanaggia), vodu su na višu razinu podizale pumpe pokretane vjetrom nalik vjetrenjačama (pompe a vele). Na Leri, to jest sjevernom dijelu solane, danas su postavljene električne pumpe prvi put postavljene u 20. stoljeću u sklopu radova modernizacije proizvodnje. Sol se ovdje i danas proizvodi za prodaju. U doba Austro-Ugarske Monarhije prije stotinjak godina ovdje je uveden modernizirani proces protoka vode pomoću dizelskih pumpi, koje su kasnije zamijenjene električnima, što je boravak u solani učinilo potrebnim. Proces rada temelji se na tvorničkom modelu podjele poslova u procesu proizvodnje na različita specijalizirana zanimanja: vodoinstalateri, tesari, berači itd.
Kristalizacijski bazeni se obnavljaju i prekrivaju svježim muljem u rano proljeće kako bi se omogućilo sazrijevanje "petole", supstrata koji odvaja sol od muljevitog taloga. Tada počinje postupno zgušnjavanje morske vode. Proces ovisi o vremenu i vještini majstora. Najpovoljnije vrijeme za vađenje soli jest sunčano vrijeme sa slabim vjetrom poput burina, maestrala ili bure i tramontane.
Kada gustoća vode dosegne zasićenje u kristalizacijskim bazenima, započinje kristalizacija morske soli (NaCL). Sol potom punim drvenim grabljama ("gaver") vješto sakupljaju na hrpe, a da pritom ne oštete podlogu. Na taj se način iz soli uklanja višak vode. Kada se sol dovoljno osuši, odvozi se drvenim kolicima (kareli) ili kolicima (karjole) na platformu ili "pjacal". Prilikom skupljanja soli, solanar mora hodati po cavedinu s drvenim papučama (tapperini), koje sprječavaju udaranje u blatno tlo i oštećenje "petole".
Nakon završetka posla solanari moraju oprati svoj alat i kolica, za što vrčem s dugom drškom (botasso) skupljaju vodu iz kanala za otpadne vode (fosada).

### Sezonski radovi
Stanovnici Pirana su sezonu radova započinjali masovnim odlaskom obitelji u solanu na blagdan sv. Jurja 23. travnja, a sezona bi završila na dan sv. Bartola 24. kolovoza. Tada su se nakon svete mise vratili svojim kućama zahvaliti za urod. Čak su i stanovnici okolnih sela odlazili u solane skupljati (levat) sol, jer je vađenje soli često bio jedini stalni izvor prihoda, a proizvodnja soli je u prošlosti bila gospodarski vrlo važna. Osim za konzerviranje hrane, uporaba soli u industriji bila je vrlo široka. U Piranu i Sečovlju od travnja do kolovoza održava se godišnji Festival solane.

### Solanske kuće
Tradicionalni način vađenja soli u starim solanama (danas vidljiv samo u napuštenoj Fontaniggii) bio je uvjetovan stalnom prisutnošću solane na "štabili", manjoj jedinici zatvorenoga sustava obrtničke proizvodnje soli s vlastitim skladištem, posebice u ljetnim mjesecima. Te manje jedinice činila su skladišta soli i solanske kuće odmah iznad njih. Do 20. stoljeća u Sečovlju je bilo oko 400 takvih kuća. Danas je vidljivo samo nekoliko ruševina od 175 kuća u južnome dijele (Fontaniggia) od kojih su tri obnovljene i pretvorene u Muzej solane.  Kuće su građene od pješčenjaka ili bijelog kamena. Smeđi pješčenjak dolazi iz okolice, dok bijeli "costaccio" dolazi iz nekadašnjeg kamenoloma u Kanegri. Izgradnja solanskih kuća bila je nezahtjevna, ali ujedno i strogo organizirana, bilo u rasporedu prostorija, bilo u namjeni pojedinih detalja. Prilikom gradnje bilo je važno uspostaviti dobru komunikaciju između polja i kuće, kao i glavne dovodne kanale morske vode. Tim se putevima prevozilo s polja do skladišta u prizemlju solanske kuće, a odatle do glavnih općinskih skladišta u Portorožu ili Seči.

### Priprema solnih polja
Solanari u svom radu i danas koriste stare tradicionalne vještine i alate. Prije početka sezone proizvodnje soli, solanari započinju posao pripreme i uređenja kristalizacijskih bazena. Obnova i čišćenje svih nasipa i tokova je sezonski posao. Uzgajivači soli uzgajaju mulj za oblaganje dna ("petolu") u bazenima za kristalizaciju. Ovaj nekoliko mm debeo sloj biosedimenta algi, koji se potom kristalizacijom postupno prekriva gipsom i drugim mineralima, stoga sluzave alge postaju čvrste poput kore. To čini biološki filter koji sprječava prolazak neželjenih iona i sedimenata iz morskog mulja u kristale soli. Proces proizvodnje soli na petoli izumljen je i uveden u Istru iz Paške solane u 14. stoljeću i kasnije proširio sjevernim Jadranom. Danas je takav postupak rijedak, koristi se samo u Sečoveljskoj i Strunjanskoj solani i sličan se proces rabio u nekim španjolskim solanama, ali je napušten. Radovi u solanama počinju već početkom ožujka, kada solane obnavljaju podlogu za petolu nakon zimskog sušenja i stvrdnjavanja podloge. Zbog zimskih oborina i opće erozije nužna je godišnja obnova i ojačavanje svih brana i staza, inače bi se solane za nekoliko godina urušile. Do 1980-ih godina na poljima soli u Leri (sjeverni dio) bilo je zaposleno više od 60 solanara. Posljednjih 10 godina, međutim, radnika je sve manje, a to je dovelo do gubitka nematerijalne kulturne baštine vezane uz ovaj zanat.

### Lječilište
Zbog visokog sadržaja soli u vodi i solanskome blatu (fango), u nekadašnjim Portoroškim toplicama postalo je popularno liječenje kožnih i reumatskih bolesti blatom i salamurom. Da bi blato imalo veće ljekovito djelovanje, potrebno ga je osušiti na tijelu, na dijelovima gdje ima znakova reumatskih promjena, a kasnije isprati slanom vodom.

## Biološka raznolikost

### Režim zaštite
Sečovelska solana značajna je kao karakterističan krajobrazni element i element kulturne baštine. U cilju njihova očuvanja uredbom je definiran režim zaštite kojim se ograničavaju sve one aktivnosti koje negativno utječu na ekološku ravnotežu krajobraza i njegov izgled. Zabranjen je lov, svako onečišćenje zraka, vode i tla, izgradnja naselja zbijenog tipa na poluotoku Seča, promjena namjene prostora, a posebice u prirodnim rezervatima zabranjen je svaki zahvat koji bi promijenio životne uvjete lokalne flore i faune. Također je zabranjeno uništavanje i berba biljaka, te oštećivanje gnijezda i staništa životinja. Svi zahvati na području Parka krajobraza Sečoveljskih solina mogući su samo uz prethodnu suglasnost Međužupanijskog zavoda za zaštitu prirodne i kulturne baštine Piran.

### Zaštićeno područje Ramsarskom konvencijom
Sečovljanske solane su međunarodno važna močvarna područja i kao takva su 1993. godine uvrštena na popis područja zaštićenog Ramsarskom konvencijom zbog svojih iznimnih krajobraznih i ekoloških vrijednosti. To je prvo područje u Sloveniji obuhvaćeno ovom vrstom zaštite. Ramsarsko područje Sečovljanske solane (obalno i antropogeno močvarno područje) prostire se na 650 ha na ušću rijeke Dragonje.

### Biljni svijet
U solanama uspijevaju halofiti, biljke koje su se prilagodile velikoj količini soli u tlu i trebaju visoke koncentracije soli da bi rasle. Na Leri halofiti uspijevaju uglavnom na rubovima slanih polja i u jarcima. Slano jezerce tek rijetko prekriva pionirska skupina meke caklenjače (Salicornia europea). U Fontaniggsu su prave halofitne livade na kojima uglavnom dominira grmolika caklenjača (Arthrochnemum fruticosum), ali nalazimo i primorsku pepeljugu (Halimone portulacoides) i mrižicu (Limonium angustifolium). Rubovi nekadašnjih bazena i jaraka obrasli su morskim pelinom (Artemisia caerulescens) i pojedinačnim grmovima jurčice (Suaeda maritima). Obala slanih kanala obrasla je primorskim omanom (Inula crithmoides).

### Životinjski svijet
Sečovljanske solane najpoznatije su po pticama, kojih je zabilježeno 282 vrste. Najmanje 4 vrste imaju svoje jedino gnjezdilište u Sloveniji. Ovdje žive i mnoge manje životinje, a mnoge od njih imaju jedini dom u Sloveniji. U plitkoj slanoj vodi žive mnogočetinaši, rakovi, školjke, manje ribe, te ličinke nekih vrsta muha. Na području solane živi nekoliko vrsta pčela : među njima su Tetraloniella nana i Pseudapis bispinosa. Halofilne biljke koje rastu u solanama također ugošćuju nekoliko vrsta stjenica biljojeda poput Dimorphopterus blissoides koji živi na trstici. U Sečoveljskoj solani živi samo mali broj vrsta kopnenih kralježnjaka, uključujući predstavnike pravih mediteranskih vrsta, poput drugog najmanjeg sisavca na svijetu, patuljaste rovke (Suncus etruscus), primorske gušterice (Lacerta sicula) i oštrouhog šišmiša (Myoti blythi), čije je otkriće na ovom području bilo prvi pouzdani nalaz ove vrste u Sloveniji.